# Liviu Dieter Nisipeanu

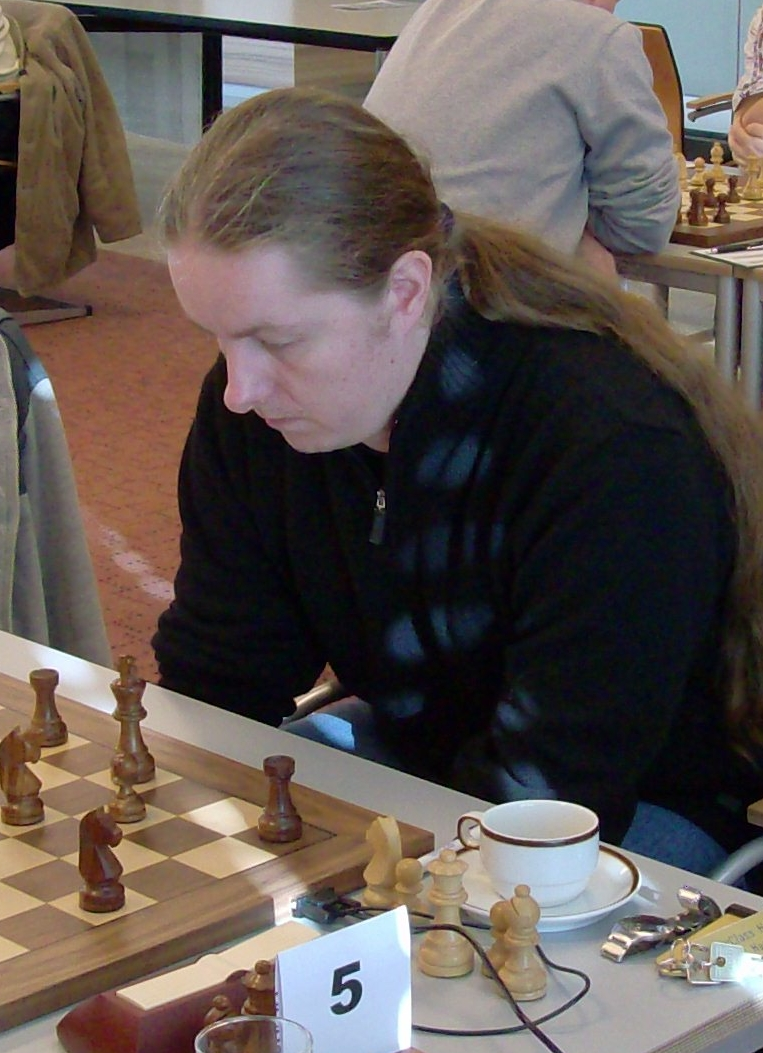
Liviu Dieter Nisipeanu

Liviu Dieter Nisipeanu (Brașov, 1 augustus 1976) is een schaker van Roemeense origine. Hij is een grootmeester. Sinds 2015 komt hij uit voor Duitsland. In oktober 2005 had hij zijn hoogste FIDE-rating 2707, hij was toen 15e van de wereld en de Roemeense schaker met de hoogste ranking ooit. 
Zijn agressieve speelstijl heeft hem de reputatie gegeven van een hedendaagse Mikhail Tal.

## Schaakcarrière
- In 1999 bereikte Nisipeanu als outsider de halve finale van het FIDE Wereldkampioenschap door in ronde 4 Vasyl Ivantsjoek te verslaan en in de kwartfinale Alexei Shirov. In de halve finale werd hij uitgeschakeld door de uiteindelijke kampioen Alexander Khalifman.[2]
- In juni/juli 2005 werd in Warschau het persoonlijk Europees kampioenschap schaken 2005 gespeeld dat met 10 punten uit 13 ronden door Nisipeanu gewonnen werd. Op de tweede plaats eindigde de Azerbeidsjaanse Teimour Radjabov met 9,5 punt terwijl Levon Aronian met 9 punten derde werd.[3]
- In oktober 2005 werd in Skanderborg het tweede Samba cup toernooi gehouden dat met 5,5 pt. uit 9 door Baadoer Dzjobava gewonnen werd. Nisipeanu eindigde met 3,5 punt op de negende plaats.
- In april 2006 speelde Nisipeanu een match over vier partijen tegen FIDE-wereldkampioen Veselin Topalov, die door Topalov met 3–1 werd gewonnen.[4]
- Sinds 2014 speelt Nisipeanu onder Duitse vlag.[5]
- In 2017 won hij voor de eerste keer het kampioenschap van Duitsland in Apolda.